# Tethina minoia
Tethina minoia is een vliegensoort uit de familie van de Canacidae. De wetenschappelijke naam van de soort is voor het eerst geldig gepubliceerd in 1999 door Munari.